# 眠れない夜 (BONNIE PINKの曲)
「眠れない夜」（ねむれないよる）は、BONNIE PINKの15枚目のシングル。2001年8月29日発売。発売元はイーストウエスト・ジャパン、販売元はワーナーミュージック・ジャパン。CDコードはAMCN-4551。

## 解説
- 『眠れない夜』は前作から3カ月半ぶりとなるシングル。
- 前作に続き、松岡モトキとの共同プロデュース。

## 収録曲
1. 眠れない夜 （4:36）
（作詞・作曲：BONNIE PINK、ストリングス・アレンジ：竹内純）
2. That's Just What You Are （4:12）
（作詞・作曲：Aimee Mann and Jon Brion）
※エイミー・マンが1994年にリリースした、同曲のカバー曲。
3. 眠れない夜（acoustic mix）  （4:33）
（作詞・作曲：BONNIE PINK、ストリングス・アレンジ：竹内純）

## 収録アルバム
- 『Just a Girl』（1.-Album Mixとして収録）
- 『Every Single Day -Complete BONNIE PINK（1995-2006）-』（1.）
- 『REMINISCENCE』（2.）
- アルバム未収録（3.）